# Deutsche Rugby-Frauen
Die Deutsche Rugby-Frauen (DRF) ist die Frauenorganisation des Deutschen Rugby-Verbands (DRV) und damit die Vertretung der Frauenrugby-Vereine in Deutschland. Zuvor wurden die Angelegenheiten des Frauenrugby ausschließlich durch den DRV als Dachverband geregelt.
Seit Entstehung der DRF hat sich das Frauenrugby weiterentwickelt und es spielen nun weitaus mehr Vereine in einem regelmäßigen Ligabetrieb, zurzeit in einer eingleisigen Bundesliga für 15er Rugby sowie in der deutschen 7er-Ligen für 7er-Rugby.
Die Frauen spielen nach den international gültigen Rugby-Union-Regeln, wie auch die Männer.

## Nationalmannschaft
Die Frauennationalmannschaft des DRV wurde 1989 aufgestellt. Sie trat im gleichen Jahr am 14. Oktober in Berlin zum ersten Länderspiel an und verlor 0:8 gegen Schweden.
Im Gegensatz zu den Männern durfte die Frauen-Fünfzehn schon knapp neun Jahre nach ihrer Gründung an einer Weltmeisterschaft teilnehmen: im Mai 1998 in Amsterdam. Nachdem sie bereits 1997 im August in Hürth gegen England und im November in Hamburg gegen Irland angetreten war, spielte sie in den Niederlanden gegen Neuseeland, Wales, Italien, Schweden und die Gastgeberinnen. Innerhalb von zwei Jahren konnten die Frauen also gegen vier „Rugby-Großmächte“ ihr Können unter Beweis stellen, gegen die die deutschen Männer in mehr als 70 Jahren nie antreten durften. Die Niederlagen fielen entsprechend hoch aus: 0:84 gegen England, ein recht achtbares 6:32 gegen Irland, 6:134 gegen Neuseeland und 12:55 gegen Wales.
| Land             | Erstes Spiel | Gesamt | Gewonnen | Unentsch. | Verloren |
| ---------------- | ------------ | ------ | -------- | --------- | -------- |
| Schweden         | 1989         | 4      | 2        | 0         | 2        |
| Niederlande      | 1992         | 7      | 0        | 0         | 7        |
| Kasachstan       | 1993         | 4      | 1        | 0         | 3        |
| Katalonien       | 1995         | 1      | 0        | 0         | 1        |
| Portugal         | 1995         | 1      | 1        | 0         | 0        |
| Spanien          | 1996         | 1      | 0        | 0         | 1        |
| Italien          | 1996         | 2      | 0        | 0         | 2        |
| Frankreich       | 1997         | 1      | 0        | 0         | 1        |
| Irland           | 1997         | 2      | 0        | 0         | 2        |
| England          | 1997         | 1      | 0        | 0         | 1        |
| Neuseeland       | 1998         | 1      | 0        | 0         | 1        |
| Wales            | 1998         | 1      | 0        | 0         | 1        |
| Bilanz 1989–1999 |              | 26     | 4        | 0         | 22       |

Bei der 2. Frauen-WM im Mai 2002 in Barcelona unterlagen die deutschen Frauen wieder in allen vier Spielen: in der Vorrunde 0:117 gegen Neuseeland und 0:77 gegen Wales (um Gruppenplatz 3), in der Zwischenrunde 0:18 gegen Irland, und im Spiel um Platz 15 ganz knapp mit 19:20 gegen die Niederlande.
Bei der Europameisterschafts-Endrunde im April 2005 in Hamburg verlor die DRV-Auswahl das Halbfinale am 7. April gegen Italien mit 0:52 und das Spiel um Platz 3 zwei Tage später gegen Schweden mit 5:17. Danach wurde die Fünfzehner-Nationalmannschaft der Frauen aus Kostengründen aufgelöst.
Schon im Vorfeld des Deutschen Rugby-Tags 2006 (Vollversammlung des DRV) wurde diese Entscheidung teilweise revidiert und mit dem Entwicklungsplan für das deutsche Frauenrugby die Grundsteine für einen Neuaufbau gelegt. Vom 10. bis 15. April 2007 nahm die Nationalmannschaft an der B-Europameisterschaft in Belgien teil.
Im Jahr 2010 wurde der Spielbetrieb der 15er-Nationalmannschaft nach der Teilnahme an der European Trophy 2010 bis auf weiteres eingestellt. Sämtliche personellen und finanziellen Mittel werden seither auf die 7er-Nationalmannschaft konzentriert.
2012 und 2013 trat eine inoffizielle 15er-Nationalmannschaft gegen Belgien an. Mitte 2015 wurde eine von den Vereinen der Frauenbundesliga unterstützte, privat finanzierten Auswahlmannschaft ins Leben gerufen, nicht zuletzt um den DRV dazu zu bewegen wieder eine Nationalmannschaft aufzustellen. Das „G15“ genannte Team bezwang in ihrem ersten Spiel die Nationalmannschaft der Schweiz mit 47:13.
Am 16. April 2016 hat die DRF durch einen Antrag beim Präsidium des Deutschen Rugby-Verbandes (DRV) den Wiederaufbau der 15-er Nationalmannschaft der Frauen, vorerst begrenzt auf zwei Jahre, erreicht. Der DRV wolle nach diesen zwei Jahren ein Fazit über die Leistungsfähigkeit und Finanzierbarkeit ziehen. Im Mai 2016 wurden Alfred Jansen und Marcus Trick als Trainerstab benannt. In ihrem ersten Testspiel gegen die Nationalmannschaft der Schweiz gewannen die deutschen Frauen 36:0.

## Deutsche Meisterschaft/Bundesliga
Im Jahr 1988 wurde eine Meisterschaft für Frauen eingeführt, die zunächst in Form von Turnieren oder einer Turnierserie ausgetragen wurde. Seit der Saison 1992/93 gibt es wie bei den Männern eine Bundesliga.
Sie spielte zeitweilig als einteilige Liga mit vier Vereinen (2001/02), dann mit fünf (2001/02), wieder mit vier (2002/03 und 2003/04), mit sechs (2004/05). In der Spielzeit 2006/07 sank die Zahl wieder auf fünf. Inzwischen war die Bundesliga stark gewachsen, in der Saison 2014/15 gehörten ihr acht Teams an, seit der Saison 2016/2017 ist sie allerdings wieder auf fünf Teams verkleinert.
| Jahr | Ort                                                  | Endspiel bzw. Tabellenstand                          | Ergebnis                                             |
| ---- | ---------------------------------------------------- | ---------------------------------------------------- | ---------------------------------------------------- |
| 1988 | Berlin                                               | SC Neuenheim, 2.: RK Heusenstamm                     | Meisterschaftsturnier, Endstand                      |
| 1989 | –                                                    | SC Neuenheim, 2.: DRC Hannover                       | Deutschland-Pokal, Endstand                          |
| 1990 | –                                                    | SC Neuenheim, 2.: Heidelberger RK                    | Turnierserie, Endstand                               |
| 1991 | Hannover                                             | SC Neuenheim – DRC Hannover                          | 30:0                                                 |
| 1992 | –                                                    | SC Neuenheim                                         | Turnierserie, Endstand                               |
| 1993 | Heidelberg                                           | SC Neuenheim – DRC Hannover                          | 22:7                                                 |
| 1994 | Hannover                                             | RC Rottweil – SC Neuenheim                           | 3:0                                                  |
| 1995 | Hamburg                                              | FC St. Pauli – SC Neuenheim                          | 23:5                                                 |
| 1996 | Heidelberg                                           | SC Neuenheim – FC St. Pauli                          | 14:5                                                 |
| 1997 | Hannover                                             | SC Neuenheim – FC St. Pauli                          | 12:8                                                 |
| 1998 | Heidelberg                                           | SC Neuenheim – FC St. Pauli                          | 26:12                                                |
| 1999 | Hamburg                                              | SC Neuenheim – FC St. Pauli                          | 17:15                                                |
| 2000 | Heidelberg                                           | FC St. Pauli – SC Neuenheim                          | 39:3                                                 |
| 2001 | Hamburg                                              | FC St. Pauli – SC Neuenheim                          | 37:8                                                 |
| 2002 | Hannover                                             | DRC Hannover – FC St. Pauli                          | 19:17                                                |
| 2003 | Hamburg                                              | FC St. Pauli – SC Germania List                      | 25:0                                                 |
| 2004 | Heidelberg                                           | SC Neuenheim – FC St. Pauli                          | 31:5                                                 |
| 2005 | Hamburg                                              | FC St. Pauli – SC Neuenheim                          | 15:0                                                 |
| 2006 | Hamburg                                              | FC St. Pauli – SC Germania List                      | 17:5                                                 |
| 2007 | Hamburg                                              | FC St. Pauli – Heidelberger RK                       | 34:17                                                |
| 2008 | Hamburg                                              | FC St. Pauli – SC Neuenheim                          | 29:7                                                 |
| 2009 | Heidelberg                                           | SC Neuenheim – Heidelberger RK                       | 24:23                                                |
| 2010 | Heidelberg                                           | Heidelberger RK – SC Neuenheim                       | 37:5                                                 |
| 2011 | Heidelberg                                           | Heidelberger RK – SC Neuenheim                       | 58:5                                                 |
| 2012 | Hamburg                                              | Heidelberger RK – FC St. Pauli                       | 27:19                                                |
| 2013 | Heidelberg                                           | Heidelberger RK – SC Neuenheim                       | 19:0                                                 |
| 2014 | Heidelberg                                           | Heidelberger RK – SC Neuenheim                       | 14:7                                                 |
| 2015 | Heidelberg                                           | Heidelberger RK – SC Neuenheim                       | 10:7                                                 |
| 2016 | Heidelberg                                           | Heidelberger RK – SC Neuenheim                       | 13:10                                                |
| 2017 | Heidelberg                                           | SC Neuenheim – ASV Köln                              | 58:0                                                 |
| 2018 | Heidelberg                                           | SC Neuenheim – RSV Köln                              | 43:7                                                 |
| 2019 | Hürth                                                | RSV Köln – SC Neuenheim                              | 22:15                                                |
| 2020 | Saison abgebrochen wegen der COVID-19-Pandemie       | Saison abgebrochen wegen der COVID-19-Pandemie       | Saison abgebrochen wegen der COVID-19-Pandemie       |
| 2021 | Saison nicht ausgetragen wegen der COVID-19-Pandemie | Saison nicht ausgetragen wegen der COVID-19-Pandemie | Saison nicht ausgetragen wegen der COVID-19-Pandemie |
| 2022 | Heidelberg                                           | Heidelberger RK – SC Neuenheim                       | 39:3                                                 |
| 2023 | Heidelberg                                           | Heidelberger RK – SC Neuenheim                       | 50:0                                                 |
| 2024 | Heidelberg                                           | Heidelberger RK – SC Neuenheim                       | 17:0                                                 |

Deutscher Rekordmeister ist der SC Neuenheim 02 mit vierzehn Meisterschaften, gefolgt vom Heidelberger RK (zehn Titel) und dem FC St. Pauli (acht). Jeweils eine Meisterschaft konnten der DRC Hannover, der RC Rottweil und der RSV Köln gewinnen.

## 2. Bundesliga
Die 2. Bundesliga, in der Zehner-Rugby gespielt wurde, gab es von 2005 bis 2010. Pro Spieltag hatten die Teams üblicherweise zwei Spiele. Die beiden Erstplatzierten zogen in das Endspiel um die deutsche Meisterschaft der 2. Bundesliga ein, bei dem das erstplatzierte Team Heimrecht hatte.
| Jahr | Ort     | Endspiel                                           | Ergebnis |
| ---- | ------- | -------------------------------------------------- | -------- |
| 2006 | Hamburg | SG Stuttgarter RC / RC Freiburg – Wiedenbrücker TV | 77:24    |
| 2007 | Hamburg | Stuttgarter RC – ASV Köln                          | 22:15    |
| 2008 | Köln    | ASV Köln – RFC München                             | 42:0     |
| 2009 | Köln    | ASV Köln – Wiedenbrücker TV                        | 44:0     |
| 2010 | Köln    | ASV Köln – Wiedenbrücker TV                        | 42:10    |

In der Saison 2010/11 wurde die 2. Bundesliga eingestellt.

## Siebener-Meisterschaft
Im Jahr 2000 wurde für Frauen eine deutsche Meisterschaft im Siebener-Rugby eingeführt.
| Jahr | Ort                                           | Endspiel / Platzierungen                      | Ergebnis                                      |
| ---- | --------------------------------------------- | --------------------------------------------- | --------------------------------------------- |
| 1999 | Berlin                                        | SC Neuenheim, 2.: Berliner SV 1892            | kein Endspiel                                 |
| 2000 | Hannover                                      | FC St. Pauli – ?                              | ?                                             |
| 2001 | Fürstenfeldbruck                              | FC St. Pauli – DRC Hannover                   | 24:4                                          |
| 2002 | Köln                                          | FC St. Pauli – ASV Köln                       | 31:0                                          |
| 2003 | Hannover                                      | SC Germania List – SC Neuenheim               | 5:0                                           |
| 2004 | Heidelberg                                    | SC Germania List – SC Neuenheim               | 20:0                                          |
| 2005 | Köln                                          | ASV Köln – SC Neuenheim                       | 10:5                                          |
| 2006 | Berlin                                        | Heidelberger RK – SC Germania List            | 40:0                                          |
| 2007 | Heidelberg                                    | SC Neuenheim – FC St. Pauli                   | 22:17                                         |
| 2008 | Heidelberg                                    | Heidelberger RK – SC Neuenheim                | 24:15                                         |
| 2009 | Heusenstamm                                   | Heidelberger RK, 2.: SC Neuenheim             | kein Endspiel                                 |
| 2010 | Heusenstamm                                   | Heidelberger RK – SC Neuenheim                | 29:0                                          |
| 2011 | Heusenstamm                                   | Heidelberger RK – SG Berlin                   | 60:5                                          |
| 2012 | Heusenstamm                                   | Heidelberger RK – SC Neuenheim                | 30:7                                          |
| 2013 | Heusenstamm                                   | Heidelberger RK – SC Neuenheim                | 37:14                                         |
| 2014 | Heusenstamm                                   | SC Neuenheim, 2.: Heidelberger RK             | kein Endspiel                                 |
| 2015 | –                                             | Heidelberger RK, 2.: SC Neuenheim             | 2 Turniere                                    |
| 2016 | Berlin                                        | ASV Köln – Heidelberger RK                    | 43:5                                          |
| 2017 | Hamburg                                       | SC Neuenheim – ASV Köln                       | 22:10                                         |
| 2018 | Stuttgart                                     | SC Neuenheim – SC Germania List               | 27:7                                          |
| 2019 | Karlsruhe                                     | RSV Köln – Heidelberger RK                    | 43:5                                          |
| 2020 | abgesagt wegen der COVID-19-Pandemie          | abgesagt wegen der COVID-19-Pandemie          | abgesagt wegen der COVID-19-Pandemie          |
| 2021 | nicht ausgetragen wegen der COVID-19-Pandemie | nicht ausgetragen wegen der COVID-19-Pandemie | nicht ausgetragen wegen der COVID-19-Pandemie |
| 2022 | Hannover                                      | Heidelberger RK – SC Germania List            | 24:0                                          |
| 2023 | Hannover                                      | SC Germania List – Heidelberger RK            | 10:7                                          |
| 2024 | Heidelberg                                    | Heidelberger RK – SC Neuenheim                | 21:5                                          |

Der Heidelberger RK konnte die deutsche 7er-Meisterschaft insgesamt neun Mal erringen, gefolgt vom SC Neuenheim mit fünf Titeln. Jeweils drei Titel konnten bisher der RSV Köln (ehemals ASV Köln), der FC St. Pauli und der SC Germania List erringen.
Seit 2007 gab es zwei nationale Wettbewerbe im 7er-Rugby der Frauen. Da die Regionalligen der Damen im Siebener Modus gespielt wurden, wurde das Abschlussturnier der Regionalliga 2006 als deutsche 7er-Meisterschaft der Damen gewertet. Ausgetragen wurde dieses Turnier von den jeweils drei erstplatzierten Mannschaften aus den vier damaligen Regionalligen. Nach Protesten vom SC Germania List im Jahr 2006 wurde eine offene deutsche 7er-Meisterschaft eingeführt. Die dort teilnehmenden Mannschaften mussten in der vorangegangenen Saison nicht an einer Regionalliga teilgenommen haben.
Somit fanden von 2007 bis 2014 zwei nationale Meisterschaften im 7er-Rugby der Damen statt:
1. die offizielle deutsche 7er-Meisterschaft, die initial am 7. Juli 2007 in Heidelberg (SC Neuenheim) ausgetragen wurde (Siegerinnen: SC Neuenheim) und
2. eine „deutsche Meisterschaft der Regionalligen“, später „7er-Liga-Meisterschaft“, die erstmals am 9. Juni 2007 in Hannover (FC Schwalbe) stattfand (Siegerinnen: Heidelberger RK).
Im Sommer 2014 haben die Deutschen Rugby-Frauen auf dem Deutschen Rugby-Frauentag den 7er-Spielbetrieb reformiert. Seit 2015 wird die deutsche 7er-Meisterschaft nach Qualifikation über die regionalen 7er-Ligen in bundesweiten Endturnieren ausgespielt.

## DRV-Pokal
Der DRV-Pokal für Frauen wurde (angeblich) 1990 bis 1999 ausgespielt – auch unter dem Namen „Women’s Cup“. Jedoch sind für die Jahre bis 1997 keine Daten über teilnehmende Vereine und Gewinner vorhanden, sondern nur die Sieger der beiden letzten Jahre bekannt.
| Jahr    | Endspiel                        | Ergebnis |
| ------- | ------------------------------- | -------- |
| 1990–97 | ?                               |          |
| 1998    | SC Neuenheim – ?                | ?        |
| 1999    | SC Neuenheim – Berliner SV 1892 | 14:12    |

## Verein zur Förderung des deutschen Frauenrugby
Am 6. Januar 2017 wurde der Verein zur Förderung des deutschen Frauenrugby e.V. gegründet. Ziel des Vereins ist die Förderung des Breiten- und Leistungssports sowie die Ausbildung von Trainerinnen, Managerinnen und Schiedsrichterinnen zu verbessern. Langfristig soll die Sichtbarkeit der Frauen im deutschen Rugby erhöht und die strukturelle Verankerung des Sports für Frauen verbessert werden.